# Gotowość 2030

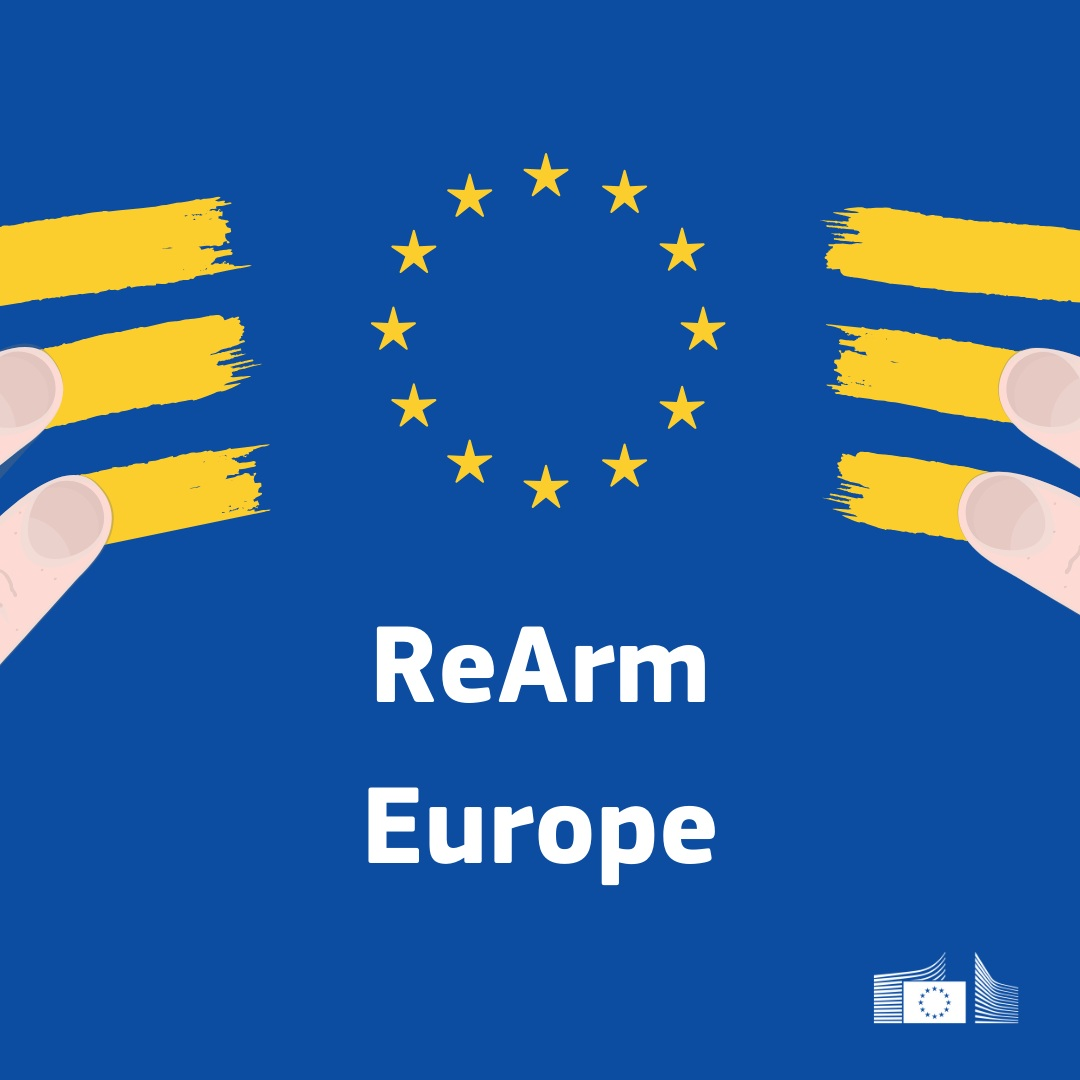
Logo inicjatywy ReArm Europe używanej przez KE w mediach społecznościowych.

Gotowość 2030 (wcześniej ReArm Europe) – strategiczna inicjatywa obronna, zaproponowana przez Ursulę von der Leyen, przewodniczącą Komisji Europejskiej (KE), 4 marca 2025 roku. Celem tej inicjatywy jest wzmocnienie zdolności wojskowych Unii Europejskiej. Plan ten został przedstawiony w liście do przywódców europejskich przed posiedzeniem Rady Europejskiej zaplanowanym na 6 marca 2025 roku. Inicjatywa zakłada mobilizację kwoty do 800 miliardów euro na wzmocnienie infrastruktury obronnej Europy w odpowiedzi na zagrożenia geopolityczne, w szczególności trwającą wojnę na Ukrainie i niepewność co do wsparcia wojskowego ze strony Stanów Zjednoczonych. Po krytyce ze strony premier Włoch Giorgii Meloni i premiera Hiszpanii Pedro Sáncheza, inicjatywę przemianowano na Gotowość 2030.

## Przyczyny
Ogłoszony w obliczu rosnących obaw o bezpieczeństwo plan ma na celu rozwiązanie problemu konieczności zmniejszenia przez Europę zależności od zewnętrznych sojuszników, szczególnie po zawieszeniu przez Stany Zjednoczone pomocy wojskowej dla Ukrainy 3 marca 2025 roku.

## Komponenty
Inicjatywa składa się z pięciu kluczowych środków:
1. Elastyczność fiskalna: Zawieszenie przepisów budżetowych UE, aby umożliwić państwom członkowskim zwiększenie wydatków na obronność, co potencjalnie uwolniłoby 650 miliardów euro w ciągu czterech lat.
2. Pożyczki obronne: Udzielenie pożyczek na kwotę 150 miliardów euro na wspólne projekty obronne, takie jak systemy obrony powietrznej i przeciwrakietowej.
3. Zmiana przeznaczenia budżetu: Przekierowanie istniejących funduszy UE, np. funduszy spójności, na inwestycje w obronność.
4. Rola Europejskiego Banku Inwestycyjnego (EBI): zniesienie ograniczeń w udzielaniu pożyczek przez EBI w celu wsparcia firm zbrojeniowych.
5. Unia oszczędności i inwestycji: Utworzenie mechanizmu mobilizującego kapitał prywatny na rzecz obronności, co zwiększy inwestycje w tym sektorze.

## Cele
Plan ten ma na celu zwiększenie samodzielności Europy w dziedzinie obrony, wsparcie militarne Ukrainy i przygotowanie się na niepewność w stosunkach ze Stanami Zjednoczonymi. Pierwsze cele planu są zbiorowe zakupy i inwestycje w kluczowe potrzeby Europy, takie jak drony i technologie artyleryjskie.

## Krytyka
Plan odstraszania Europy polega na zasadzie "więcej znaczy lepiej", typowej dla czasów zimnej wojny. Podejście to jest krytykowane przez dynamizm wzrostu wydatków wojskowych państwa, które pociąga za sobą wzrost wydatków wojskowych w innych krajach, zwłaszcza w państwach niesprzymierzonych. Ten mechanizm jest często zwany wyścigiem zbrojeń. Program był w 2025 roku krytykowany przez przedstawicieli krajów południa Europy jak Włochy, Hiszpania i Portugalia.